# (5789) Sellin
(5789) Sellin es un asteroide perteneciente al cinturón de asteroides, región del sistema solar que se encuentra entre las órbitas de Marte y Júpiter, más concretamente a la familia de Astrea descubierto el 24 de septiembre de 1960 por Cornelis Johannes van Houten en conjunto a su esposa también astrónoma Ingrid van Houten-Groeneveld y el astrónomo Tom Gehrels desde el Observatorio del Monte Palomar, Estados Unidos.

## Designación y nombre
Designado provisionalmente como 4018 P-L. Fue nombrado Sellin en homenaje a Ivan A. Sellin, profesor en el Laboratorio Nacional Oak Ridge y en la Universidad de Tennessee en Knoxville. En 1976 recibió el Premio Humboldt. Sus intereses de investigación incluyen procesos de colisión de fotones y atómicos, y los resultados de su investigación se encuentran en más de 200 publicaciones.

## Características orbitales
Sellin está situado a una distancia media del Sol de 2,568 ua, pudiendo alejarse hasta 3,181 ua y acercarse hasta 1,955 ua. Su excentricidad es 0,238 y la inclinación orbital 5,070 grados. Emplea 1503,49 días en completar una órbita alrededor del Sol.

## Características físicas
La magnitud absoluta de Sellin es 14,2. 